# 伊什珀明鎮區 (密歇根州)
伊什珀明鎮區（英語：Ishpeming Township）是位於美國密歇根州馬凱特縣的一個行政鎮區。

## 地方資料
伊什珀明鎮區的面積為237.00平方千米，當中陸地面積為223.60平方千米，而水域面積為13.40平方千米。根據2020年美國人口普查的數據，當地共有人口3392人，而人口密度為每平方千米14.31人。